# 魏 (春秋)
魏（ぎ）は、西周初（紀元前11世紀）に周の成王より分封した諸侯国。爵位は伯爵。国君は姫姓魏氏。封地は現在の山西省運城市芮城県の北。紀元前661年（晋の献公16年）、魏は晋の献公の攻撃を受け滅亡した。跡地には畢の後裔の畢万が封じられた。

## 歴史
魏の最初の封地は現在の山西省運城市芮城県と陝西省渭南市大茘県の一帯であった。魏は殷の時代、芮であったが、西周時代に魏と芮の二国になった。
献公の時期、晋では大規模な攻略戦が発生した。恵王17年（紀元前661年）、魏は晋により滅亡した。畢万は魏の地を賜り、魏姓に改姓した。これが晋の六卿の魏氏の由来である。畢万の孫の魏犨は公子重耳の亡命時に功があったため、大夫となり、魏武子と称した。紀元前445年の三家分晋の事件中、魏氏は自立し諸侯となり、魏を建国した。